# Källarsnigel
Källarsnigel (Limax flavus) är en snäckart som beskrevs av Carl von Linné 1758. I den svenska databasen Dyntaxa används istället namnet Limacus flavus. Enligt Catalogue of Life ingår Källarsnigel i släktet Limax och familjen kölsniglar, men enligt Dyntaxa är tillhörigheten istället släktet Limacus och familjen kölsniglar. Arten har varit reproducerande i Sverige, men är det inte längre. Inga underarter finns listade i Catalogue of Life.

## Bildgalleri

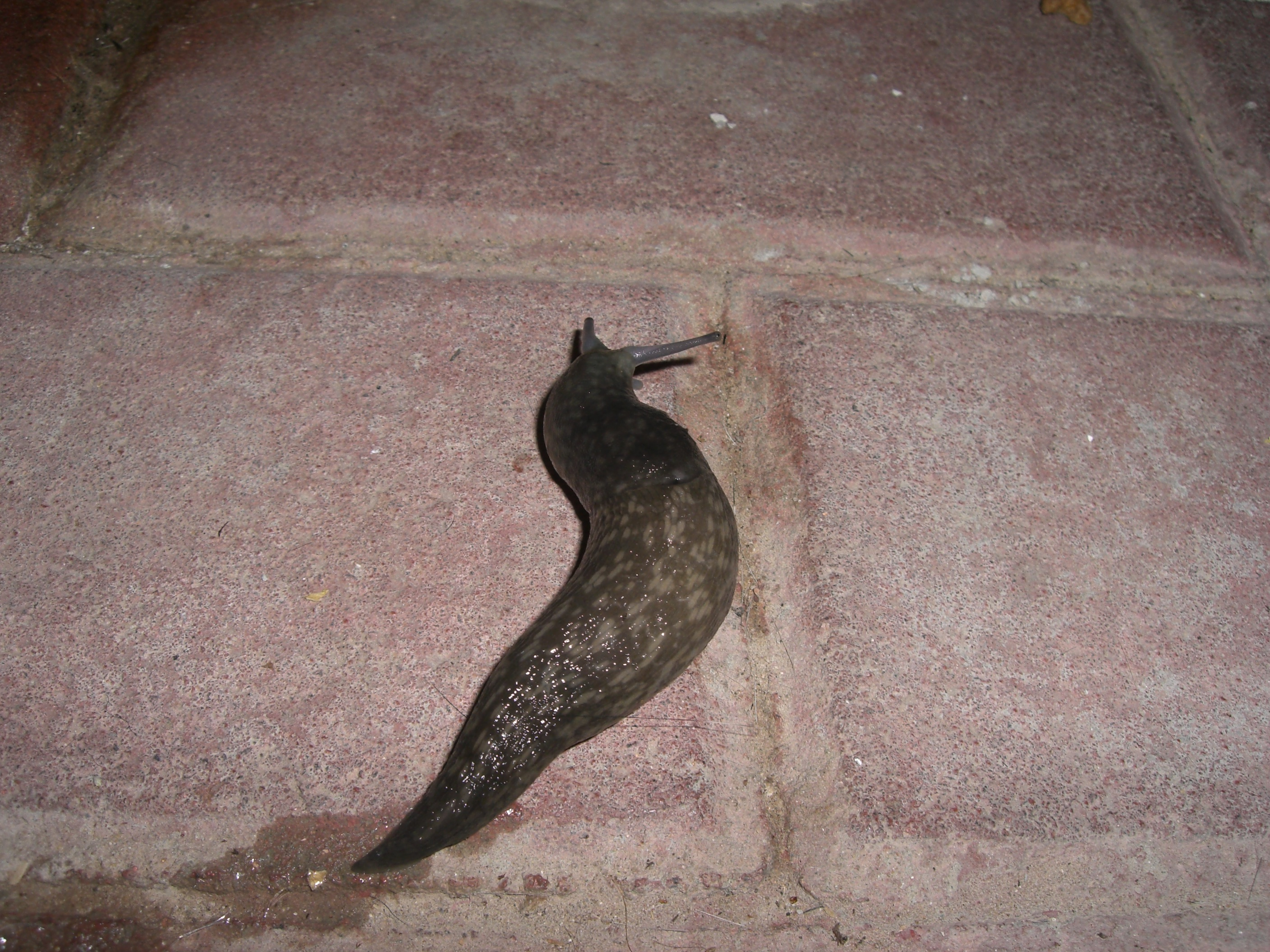
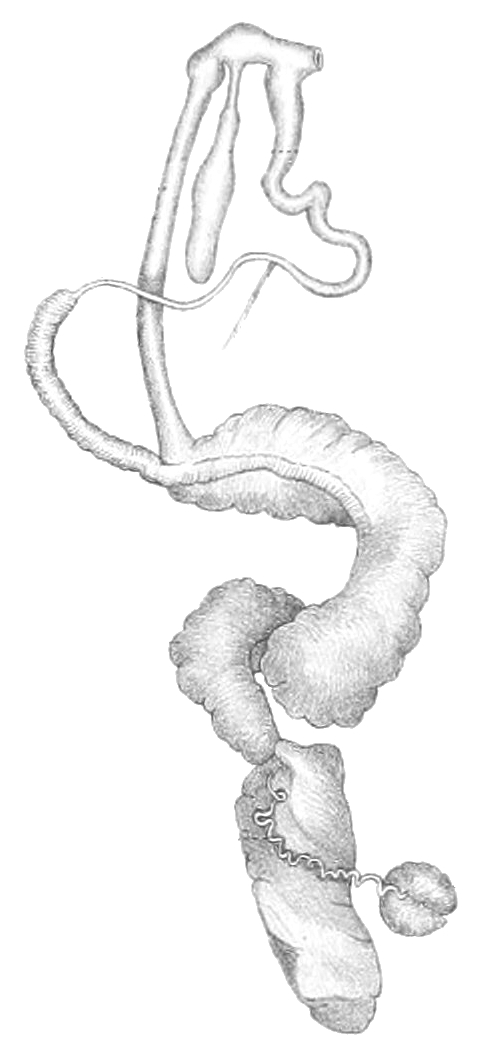
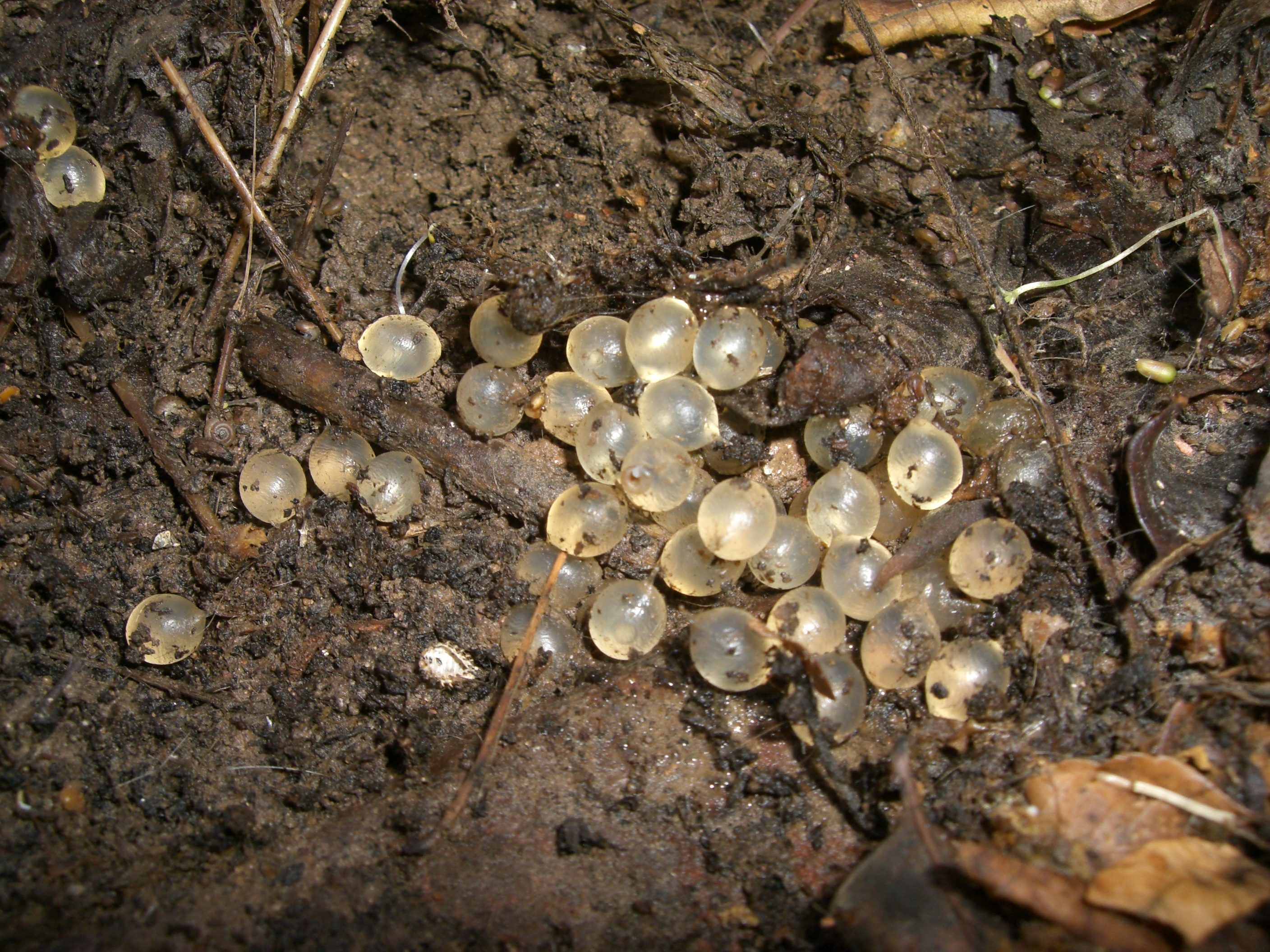